# Ctenocella nivea
Ctenocella nivea är en korallart som beskrevs av Bayer och Manfred Grasshoff 1995. Ctenocella nivea ingår i släktet Ctenocella och familjen Ellisellidae. Inga underarter finns listade i Catalogue of Life.